# Бозамблан
Бозамблан (фр. Beausemblant) насеље је и општина у источној Француској у региону Рона-Алпи, у департману Дром која припада префектури Валанс.
По подацима из 2011. године у општини је живело 1.316 становника, а густина насељености је износила 112,77 становника/km². Општина се простире на површини од 11,67 km². Налази се на средњој надморској висини од 153 метара (максималној 367 m, а минималној 134 m).

## Демографија
| 1962. | 1968. | 1975. | 1982. | 1990. | 1999. | 2011. |
| ----- | ----- | ----- | ----- | ----- | ----- | ----- |
| 647   | 668   | 649   | 762   | 813   | 984   | 1.316 |

График промене броја становника у току последњих година